# Palais Lanfreducci
Le Palazzo Lanfreducci, aussi appelé palais Upezzinghi d'après ses propriétaires au XIXe siècle, ou Palazzo Alla Giornata, est un palais maniériste ou de début du baroque situé à Pise, sur le quai Lungarno Pacinotti, sur la rive nord du fleuve Arno. 

## Histoire

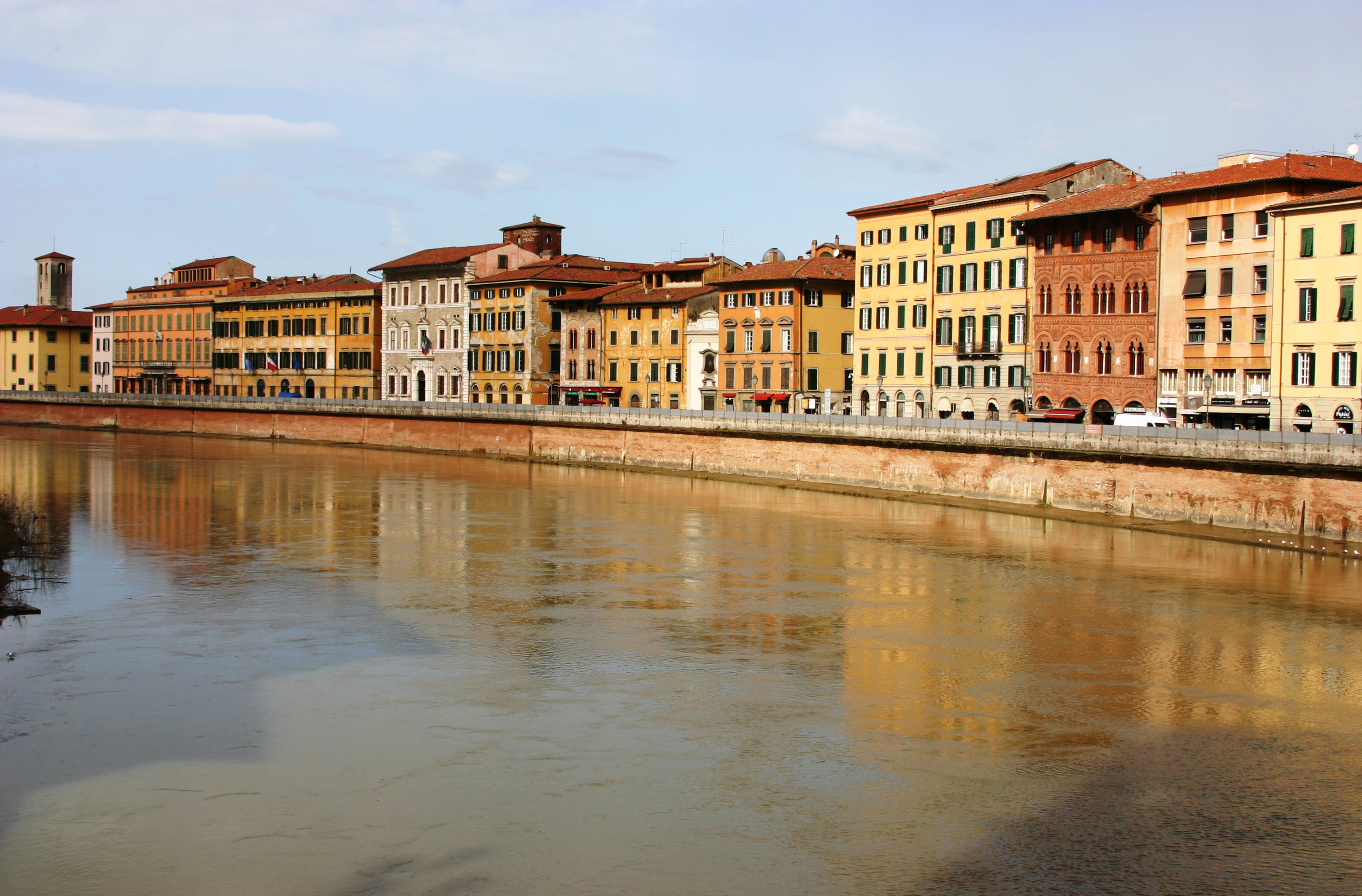
Lungarno de Pise

La construction a commencé en 1607, commandée par Francesco Lanfreducci, un membre de l'ordre de Saint-Jean de Jérusalem, qui revenait d'un long emprisonnement en Algérie. Le portail d'entrée a un blason avec des lions, et une inscription indiquant Alla Giornata avec trois maillons de chaîne. Les intérieurs ont été décorés de fresques au XVIIIe siècle par Giovanni Battista Tempesti. Le palais héberge aujourd'hui le recteur de l'université de Pise,.
On y trouve aussi la tour Lanfreducci d'époque médiévale.